# Systemische Transaktionsanalyse
Die systemische Transaktionsanalyse ist eine Erweiterung der klassischen Transaktionsanalyse (TA). Sie stellt, anders als in der klassischen Transaktionsanalyse, sowohl das Individuum mit seiner Persönlichkeit und Fähigkeit zur Selbstbestimmung als auch Kontexte und Interaktionsmuster von Gruppen und Organisationen in den Fokus. Vordergründig wird also auf die Dynamiken zwischen Personen und Systemen geschaut. Durch die Erweiterung ist es möglich, das Erkenntnisspektrum für Entwicklungs- und Veränderungshypothesen fruchtbar anzureichern.

## Entstehung und Ursprünge
Die ersten Konzepte der TA wurden in den 1950er- und 1960er-Jahren in Kalifornien von jungen und enthusiastischen Männer (E. Berne, D. Kupfer, C. Steiner u. a.) und Frauen (F. English, M. Goulding, M. James u. a.) entwickelt. Ihre Ideen wiesen beispielsweise in der Skript- (Lebensplan-)Idee ähnliche Gedanken wie das Konzept des „ersten Systemikers“ George Kelly auf. Auch die bald folgende internationale Adaption der TA, beispielsweise durch Pearl Drego in Indien, Rosa Krausz in Brasilien oder Tamoko Abe in Japan, bezogen den jeweiligen systemisch-kulturellen Kontext in ihre Konzepte mit ein.
Im deutschsprachigen Raum schuf der Transaktionsanalytiker Bernd Schmid in den 1980er Jahren die Systemische Transaktionsanalyse durch die Einbettung der traditionellen Transaktionsanalyse in den systemischen Ansatz. 1984 gründete Bernd Schmid in Wiesloch das Institut für systemische Therapie und Transaktionsanalyse (isb) und arbeitete ab 1988 mit dem Systemiker Gunthard Weber zusammen. Bernd Schmid veröffentlichte 1986 die erste Verschriftlichung unter dem Titel "Systemische Transaktionsanalyse" im Selbstverlag. Er entwickelt darin eine neue Identitäts-Beschreibung der TA, indem er die kommunikative Grundeinheit von Begegnung (Transaktion) in den wirklichkeitskonstruktiven Aspekt der Systemiker einbettet.
In der Folge öffneten sich viele Transaktionsanalytiker dem systemischen Ansatz und wurden außerhalb der Psychotherapie tätig, da die Transaktionsanalyse nicht im deutschen Psychotherapeutengesetz anerkannt wurde. Die systemische Erweiterung ließ aus der TA eine noch deutlicher theorieuntermauerte Therapie- und Beratungsrichtung werden, die auch sehr gut in Coaching und Organisationsentwicklung eingesetzt werden kann.
Keith Tudor und Graeme Summers nannten dann 1999 in England ihre Revision der TA die Co-creative TA. Nach ihr konstruieren Therapeut und Klient im Kokreativen gemeinsam eine neue Wirklichkeit.

## Abgrenzung von der klassischen Transaktionsanalyse
Die klassische Transaktionsanalyse fokussiert auf das Individuum und seine Fähigkeiten, Veränderungen zu bewirken. Dabei richtet sich ihr Blick eher in die Vergangenheit. Über Bewusstwerdungsprozesse (Analyse) früher entstandener Muster sollen Neuentscheidungen erfolgen und dadurch das Verhalten verändert werden.
Die systemische Transaktionsanalyse hingegen bezieht sich im Schwerpunkt auf Gegenwart und nahe Zukunft und schaut dabei vorwiegend nach Ressourcen, Fähigkeiten, Lösungspotenzialen. Sie betrachtet die Eingebundenheit des Individuums in Interaktionsprozesse mit anderen Individuen (Systeme). Gleichzeitig nutzt sie die Möglichkeit, das Interaktionsgeschehen mit den Mustermodellen der klassischen Transaktionsanalyse zu verknüpfen. Dadurch schafft sie eine zusätzliche Tiefenschärfe, an der dem es rein-systemischen Ansatz allein mitunter mangelt.

## Drei Systemische Prinzipien der TA
Günther Mohr formuliert drei Prinzipien, die für eine systemische Weltsicht zu berücksichtigen seien.

### Beziehungsmäßige Vernetzung
Menschen oder Systeme sind durch Beziehungen mit anderen verbunden, daher immer wechselseitig aufeinander bezogen und nicht unabhängig. Menschliches Leben in Gesellschaft und Wirtschaft organisiert sich so durch Austausch, Handel und Arbeitsteilung, also systemische Verbundenheit. Der Charakter des Zusammenwirkens und die Interaktionsprozesse innerhalb eines Systems werden als bedeutender als die Eigenschaften oder Fähigkeiten von Einzelelementen wie Individuen interpretiert.

### Kontextbezug
Der Kontext eines Phänomens ist wichtig für dessen Interpretation, da sie oft nur durch ein Zusammenspiel mehrerer Variablen zustande kommen. In der Beratungs- und Coachingrealität liegt die Betrachtung der Art der Rollenhandhabung, die den adäquaten Kontextbezug repräsentiert, vor der Persönlichkeitsanalyse.

### Selbsterhalt
Systeme und selbst Teilsysteme streben danach, ihre Struktur und Weltsicht aufrechtzuerhalten. Auch Menschen sind darauf ausgelegt, sich selbst – vor allem in ihrem bisherigen Einstellungssystem – zu erhalten und interpretieren die Welt so, dass es zu ihrem Weltbild passt. Daher bietet sich nur begrenzt die Möglichkeit, in Systeme einzugreifen, außer es gelingt, an dessen Strukturen anzukoppeln.

## Beispiele

### Beispiel 1 – Familie
Der Vater eines erwachsenen Sohnes ärgert sich, dass dieser sich nicht meldet. In einer systemischen Musteranalyse stellt sich heraus, dass der Vater die unbewusste Regel hat: „Kinder müssen sich melden.“ Diese Regel hat der Sohn jedoch nicht. Auf Nachfrage teilt dieser mit: „Ich habe mich immer wieder gemeldet. Irgendwann hatte ich keine Lust mehr. Beziehung ist keine Einbahnstraße. Deswegen reduzierte ich meine Kontaktaufnahmen.“ Hier könnte der systemische Transaktionsanalytiker der Hypothese folgen, dass die Passung in der jeweiligen Wirklichkeitskonstruktion (Bezugsrahmen) fehlt. Verändert man durch Kommunikation die jeweilige Sicht auf die Themen Verbundenheit und Verhalten in Bezug auf Geben und Nehmen, um in Beziehung zu bleiben, dann wird Verständigung in einer gemeinsam geteilten „Wirklichkeit“ ermöglicht.

### Beispiel 2 – Betrieb
Eine Führungskraft beklagt sich, dass die Vertriebsmitarbeitenden zu wenig effektiv sind. Ein systemischer Transaktionsanalytiker führt eine Analyse der Organisationsmuster durch, bei der herauskommt: Wenn Vertriebler ein Angebot an einen Kunden schicken wollen, wird dieses von der Angebotsabteilung erstellt. Diese war jedoch nie in Kontakt mit dem Kunden. Die Angebote werden zwangsläufig ungenau. Die Vertriebsmitarbeitenden müssen daher ständig nacharbeiten. Das geht sogar so weit, dass sie die Angebote selber schreiben. In der Zeit können sie keine Neukunden gewinnen. Wurde das Problem aber bemängelt, hieß es von der Führung: „Ihr habt doch eine Abteilung für Angebote!“ Anschließend wurde dieses Interaktionsmuster offen gelegt. In Einzelcoachings werden jetzt die Vertriebsmitarbeitenden mit klassischen Transaktionsanalyse-Konzepten darin geschult, ihre Bedürfnisse auf angemessene Weise einzufordern. Dazu werden das Drama-Dreieck, die Ich-Zustände und das Vertragskonzept herangezogen. In Folge berufen die Vertriebsmitarbeitenden eine Teamsitzung ein und fordern neue Strukturen. Als die Führungskraft zunächst nicht darauf eingehen möchte, zeigen sie entsprechende Konsequenzen dieser Abwertung von Lösungsmöglichkeiten auf. Das bewegt die Führungskraft, zusammen mit den Vertriebsmitarbeitenden eine sinnvollere Struktur zu erarbeiten.